# Lachapelle-Saint-Pierre
Lachapelle-Saint-Pierre est une commune française située dans le département de l'Oise en région Hauts-de-France.

## Géographie

### Localisation

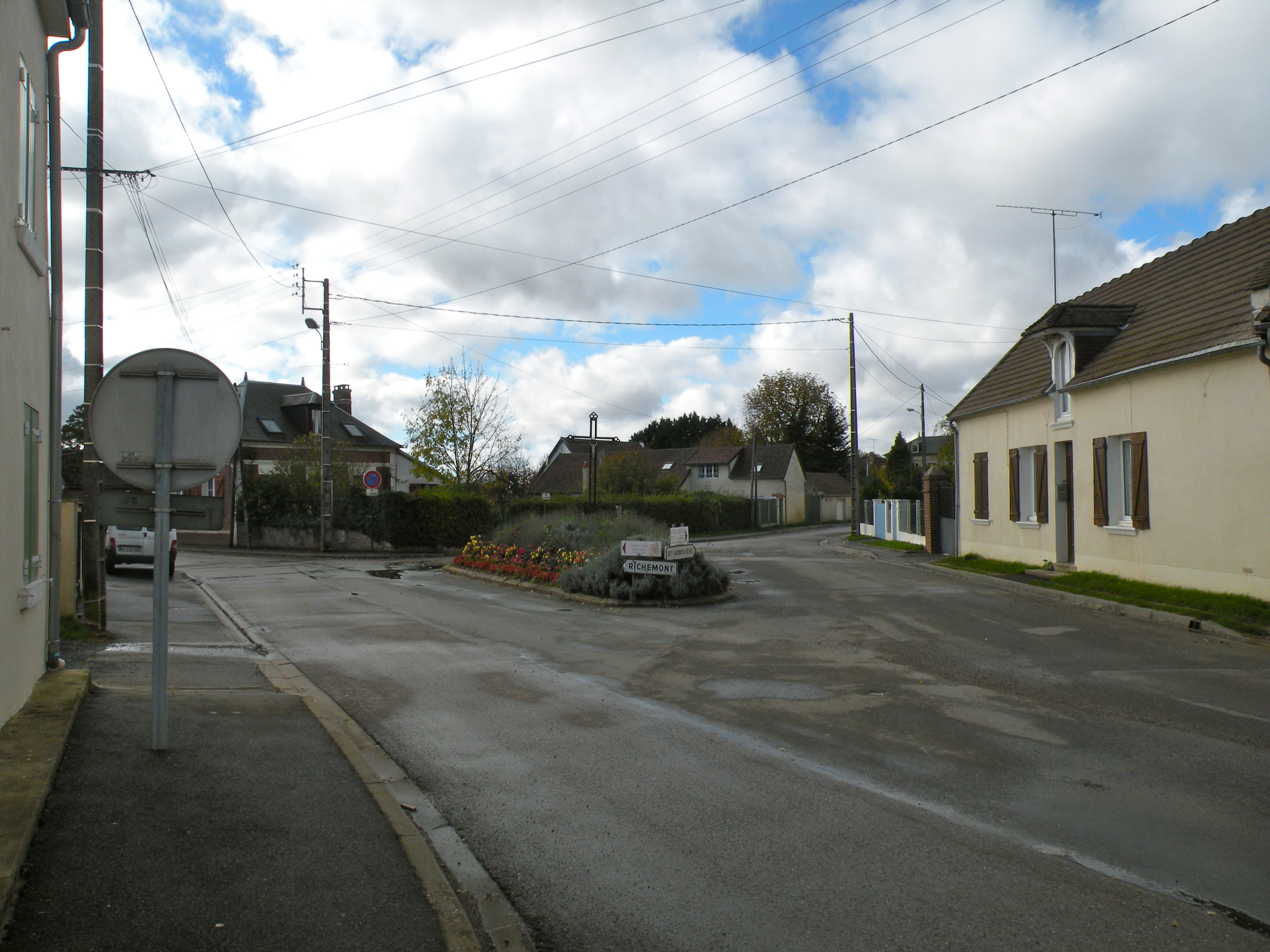
Ambiance du village.

Lachapelle-Saint-Pierre est un gros village périurbain picard du Pays de Thelle et du Plateau de Thelle situé à 21 km au sud-est de Beauvais à vol d'oiseau, 18 km au sud-ouest de Clermont, 18 km à l'ouest de Creil, 11 km au nord de Chambly et 8 km de Méru. 

### Communes limitrophes
Les communes limitrophes sont Cauvigny, Dieudonné, Novillers et Ully-Saint-Georges.
|           | Cauvigny                |                    |
| Novillers | Lachapelle-Saint-Pierre | Ully-Saint-Georges |
|           | Dieudonné               |                    |

### Géologie et relief
Le château d'eau bâti vers 1958 est situé sur un des points culminants de tout le département de l'Oise à environ 220 mètres au-dessus du niveau de la mer. Par beau temps on peut apercevoir de ce point à la fois Beauvais à l'ouest et Creil à l'ouest.

### Hydrographie
La commune est située dans le bassin Seine-Normandie. Elle n'est drainée par aucun cours d'eau,.

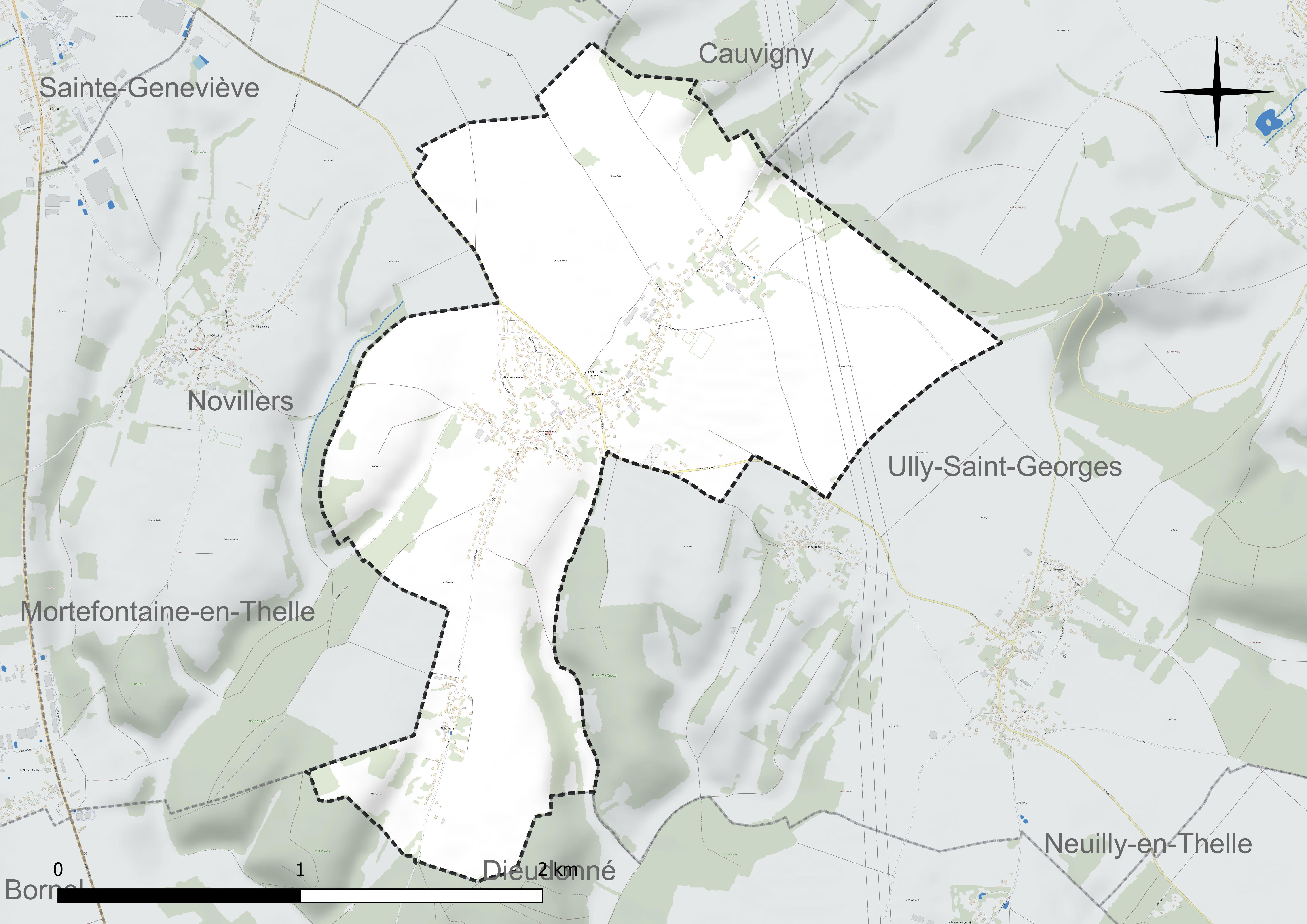
Réseau hydrographique de Lachapelle-Saint-Pierre.

### Climat
Pour des articles plus généraux, voir Climat des Hauts-de-France et Climat de l'Oise.
En 2010, le climat de la commune est de type climat océanique dégradé des plaines du Centre et du Nord, selon une étude du CNRS s'appuyant sur une série de données couvrant la période 1971-2000. En 2020, Météo-France publie une typologie des climats de la France métropolitaine dans laquelle la commune est exposée à un climat océanique et est dans la région climatique Sud-ouest du bassin Parisien, caractérisée par une faible pluviométrie, notamment au printemps (120 à 150 mm) et un hiver froid (3,5 °C).
Pour la période 1971-2000, la température annuelle moyenne est de 10 °C, avec une amplitude thermique annuelle de 14,3 °C. Le cumul annuel moyen de précipitations est de 778 mm, avec 12,1 jours de précipitations en janvier et 8,6 jours en juillet. Pour la période 1991-2020, la température moyenne annuelle observée sur la station météorologique la plus proche, située sur la commune de Creil à 18 km à vol d'oiseau, est de 11,2 °C et le cumul annuel moyen de précipitations est de 662,2 mm,. Pour l'avenir, les paramètres climatiques de la commune estimés pour 2050 selon différents scénarios d'émission de gaz à effet de serre sont consultables sur un site dédié publié par Météo-France en novembre 2022.

## Urbanisme

### Typologie
Au 1er janvier 2024, Lachapelle-Saint-Pierre est catégorisée commune rurale à habitat dispersé, selon la nouvelle grille communale de densité à sept niveaux définie par l'Insee en 2022.
Elle est située hors unité urbaine. Par ailleurs la commune fait partie de l'aire d'attraction de Paris, dont elle est une commune de la couronne,.

### Occupation des sols

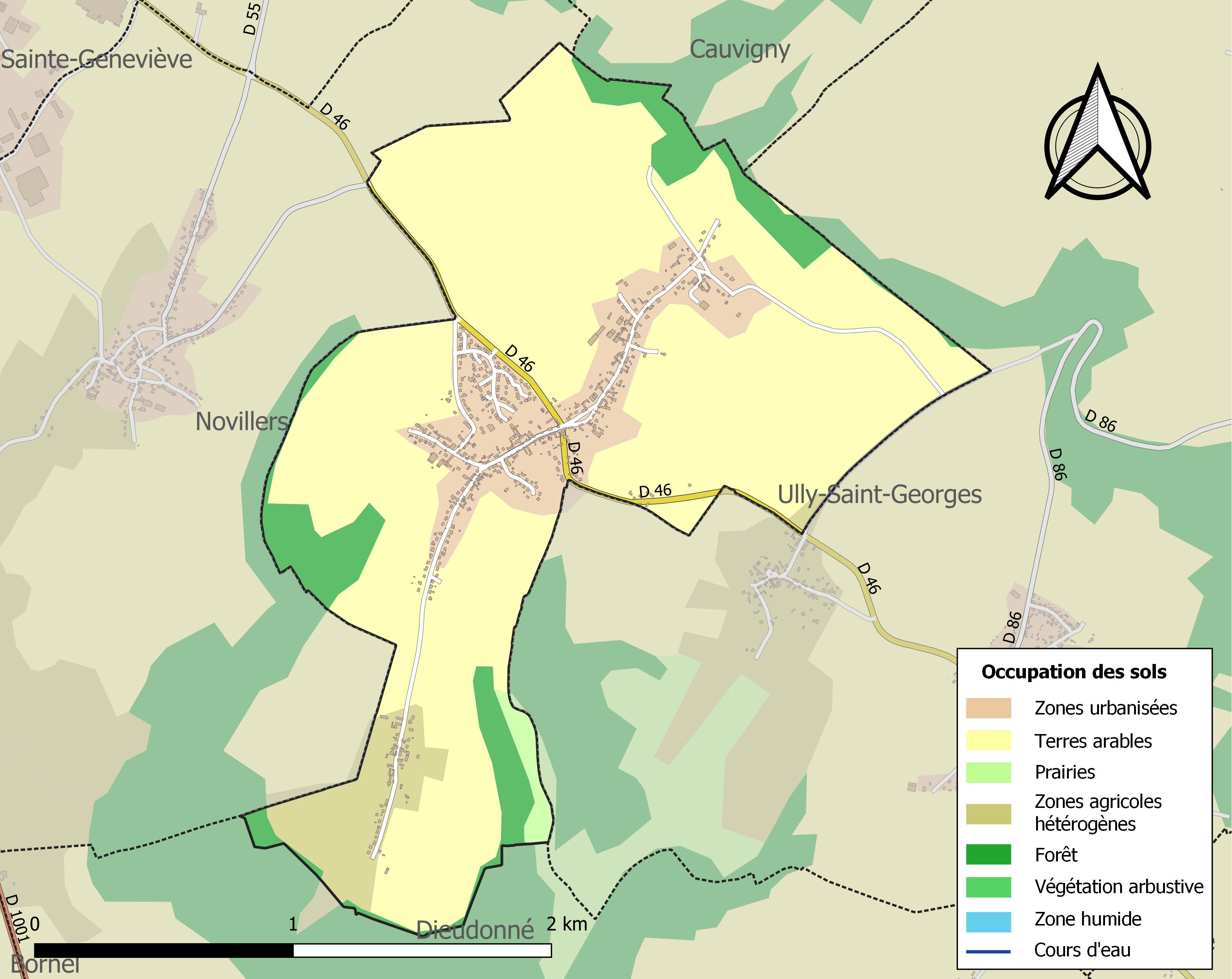
Carte des infrastructures et de l'occupation des sols de la commune en 2018 (CLC).

L'occupation des sols de la commune, telle qu'elle ressort de la base de données européenne d'occupation biophysique des sols Corine Land Cover (CLC), est marquée par l'importance des territoires agricoles (78,6 % en 2018), une proportion identique à celle de 1990 (78,6 %). La répartition détaillée en 2018 est la suivante : 
terres arables (72 %), zones urbanisées (13,2 %), forêts (8,3 %), zones agricoles hétérogènes (5,4 %), prairies (1,1 %). L'évolution de l'occupation des sols de la commune et de ses infrastructures peut être observée sur les différentes représentations cartographiques du territoire : la carte de Cassini (XVIIIe siècle), la carte d'état-major (1820-1866) et les cartes ou photos aériennes de l'IGN pour la période actuelle (1950 à aujourd'hui).

### Habitat et logement
En 2020, le nombre total de logements dans la commune était de 370, alors qu'il était de 361 en 2015 et de 348 en 2010.
Parmi ces logements, 89,5 % étaient des résidences principales, 4,1 % des résidences secondaires et 6,5 % des logements vacants. Ces logements étaient pour 99,2 % d'entre eux des maisons individuelles et pour 0,8 % des appartements.
Le tableau ci-dessous présente la typologie des logements à Lachapelle-Saint-Pierre en 2020 en comparaison avec celle de l'Oise et de la France entière. Une caractéristique marquante du parc de logements est ainsi une proportion de résidences secondaires et logements occasionnels (4,1 %) supérieure à celle du département (2,4 %) mais inférieure à celle de la France entière (9,7 %). Concernant le statut d'occupation de ces logements, 91,8 % des habitants de la commune sont propriétaires de leur logement (90,6 % en 2015), contre 61,4 % pour l'Oise et 57,5 pour la France entière.
| Typologie                                               | Lachapelle-Saint-Pierre | Oise | France entière |
| ------------------------------------------------------- | ----------------------- | ---- | -------------- |
| Résidences principales (en %)                           | 89,5                    | 90,5 | 82,1           |
| Résidences secondaires et logements occasionnels (en %) | 4,1                     | 2,4  | 9,7            |
| Logements vacants (en %)                                | 6,5                     | 7,1  | 8,2            |

### Voies de communication et transports
La commune est principalement desservie par le RD 46 qui la relie à Sainte-Geneviève et à Neuilly-en-Thelle.
La commune est desservie, en 2023, par les lignes 6108, 6138, 6142 et 6202 du réseau interurbain de l'Oise.

## Toponymie
Le nom de la localité est attesté sous les formes de Cappella (1283) ; de Capella (XIVe) ; la Chapelle St Pierre (1667) ; la Chapelle Saint Pierre en Beauvaisis (1779) ; la Chapelle Pierre (1794) ; Pierre la Montaine (1794) ; Pierre la Montagne (1794) ; la Chapelle Saint-Pierre (1840) ; Lachapelle Saint Pierre (1958).
Durant la Révolution française, la commune porte le nom de Pierre et, en 1793, Pierre-la-Montaine (ou la Montagne).

## Histoire
Le village actuel est le fruit du rattachement de deux entités jadis distinctes, le bois Morel au nord qui dépendait de la commune d'Ully-Saint-Georges, et Lachapelle-Saint-Pierre au sud. Encore plus au sud, le hameau de Richemont fait partie de la commune.
En 1900, l'activité économique du village comprenait la fabrication à domicile d'éventails et ouvrages de nacre, et on comptait cinq cafés-épiceries.

## Politique et administration

### Rattachements administratifs et électoraux

#### Rattachements administratifs
La commune se trouve dans l'arrondissement de Beauvais du département de l'Oise.
Elle faisait partie depuis 1801 du canton de Noailles. Dans le cadre du redécoupage cantonal de 2014 en France, cette circonscription administrative territoriale a disparu, et le canton n'est plus qu'une circonscription électorale.

#### Rattachements électoraux
Pour les élections départementales, la commune fait partie depuis 2014 du canton de Chaumont-en-Vexin
Pour l'élection des députés, elle fait partie de la deuxième circonscription de l'Oise.

### Intercommunalité
La commune faisait partie de la Communauté de communes du pays de Thelle, créée en 1996.
Dans le cadre des dispositions de la loi portant nouvelle organisation territoriale de la République (Loi NOTRe) du 7 août 2015, qui prévoit que les établissements publics de coopération intercommunale (EPCI) à fiscalité propre doivent avoir un minimum de 15 000 habitants, le préfet de l'Oise a publié en octobre 2015 un projet de nouveau schéma départemental de coopération intercommunale, qui prévoit la fusion de plusieurs intercommunalités, et en particulier  de la communauté de communes du Pays de Thelle et de la communauté de communes la Ruraloise, formant ainsi une intercommunalité de 42 communes et de 59 626 habitants,.
La nouvelle intercommunalité, dont est membre la commune et dénommée communauté de communes Thelloise, est créée par un arrêté préfectoral du 30 novembre 2016 qui a pris effet le 1er janvier 2017.

### Liste des maires
| Période                                  | Période                   | Identité           | Étiquette | Qualité                                                    |
| ---------------------------------------- | ------------------------- | ------------------ | --------- | ---------------------------------------------------------- |
| Les données manquantes sont à compléter. |                           |                    |           |                                                            |
|                                          |                           |                    |           |                                                            |
| juin 1995                                | mars 2001                 | Serge Fin          |           |                                                            |
| mars 2001                                | mars 2014                 | Catherine Meunier, |           |                                                            |
| mars 2014                                | mai 2020                  | William Dumoleyn   |           |                                                            |
| mai 2020                                 | En cours (au 6 juin 2023) | Pascal Poulet      |           | Retraité Président du SIAEP d'Ully Saint-Georges (2023 → ) |

## Équipements et services publics

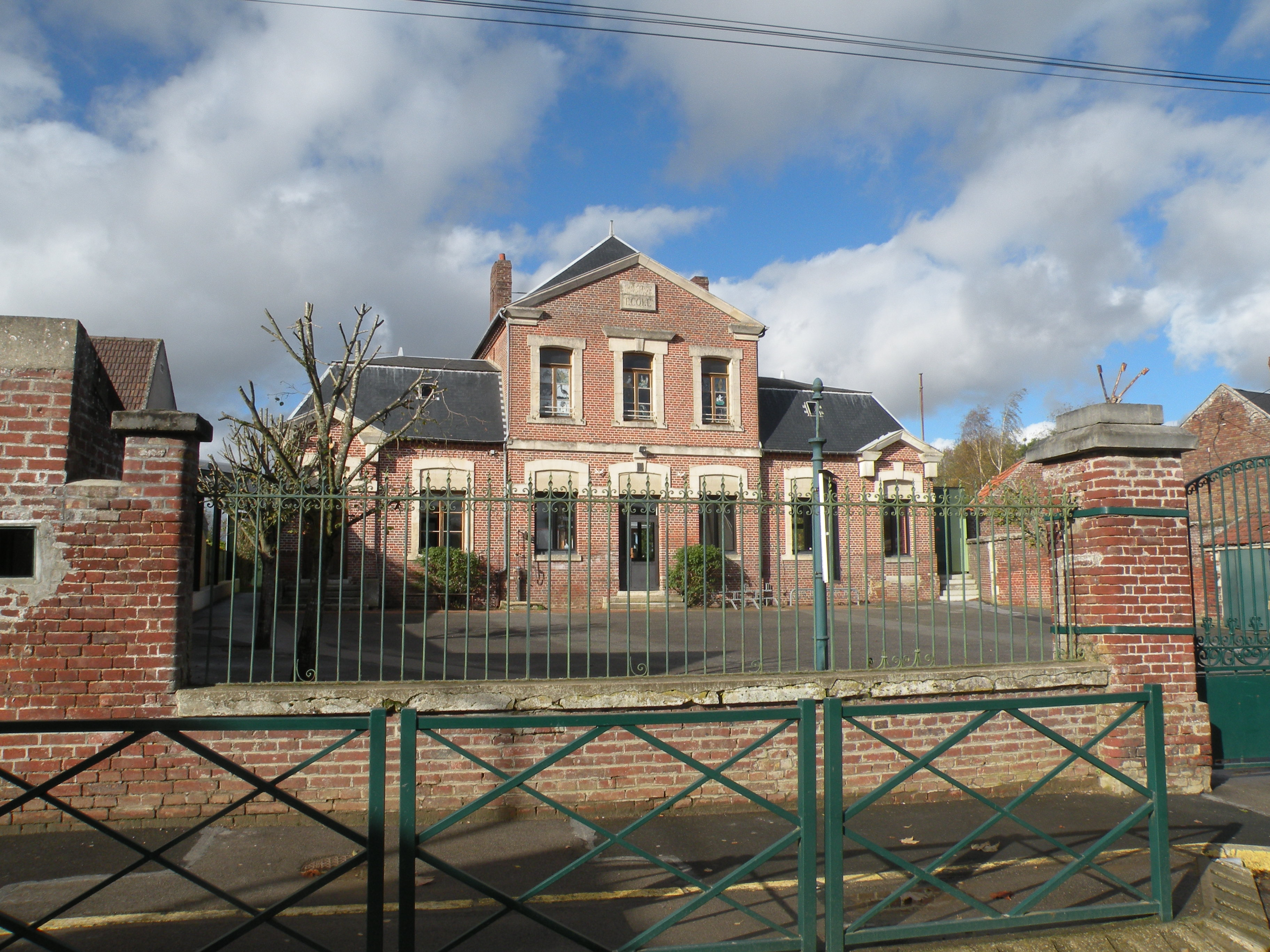
L'école.

### Eau et déchets
L'adduction en eau potable est réalisée par le Syndicat intercommunal d'alimentation en eau potable d'Ully-Saint-Georges, qui dessert 9 communes regroupant 13 231 habitants.

### Enseignement
La commune dispose d'une école publique scolarisant, en 2016, une centaine d'élèves de maternelle et de primaire, comprenant un centre périscolaire avec cantine,.

## Population et société

### Démographie

#### Évolution démographique
L'évolution du nombre d'habitants est connue à travers les recensements de la population effectués dans la commune depuis 1793. Pour les communes de moins de 10 000 habitants, une enquête de recensement portant sur toute la population est réalisée tous les cinq ans, les populations de référence des années intermédiaires étant quant à elles estimées par interpolation ou extrapolation. Pour la commune, le premier recensement exhaustif entrant dans le cadre du nouveau dispositif a été réalisé en 2005.

En 2022, la commune comptait 830 habitants, en évolution de −9,49 % par rapport à 2016 (Oise : +0,87 %, France hors Mayotte : +2,11 %).
| 1793 | 1800 | 1806 | 1821 | 1831 | 1836 | 1841 | 1846 | 1851 |
| ---- | ---- | ---- | ---- | ---- | ---- | ---- | ---- | ---- |
| 227  | 237  | 234  | 183  | 205  | 303  | 309  | 312  | 317  |

| 1856 | 1861 | 1866 | 1872 | 1876 | 1881 | 1886 | 1891 | 1896 |
| ---- | ---- | ---- | ---- | ---- | ---- | ---- | ---- | ---- |
| 405  | 381  | 366  | 352  | 354  | 307  | 316  | 298  | 272  |

| 1901 | 1906 | 1911 | 1921 | 1926 | 1931 | 1936 | 1946 | 1954 |
| ---- | ---- | ---- | ---- | ---- | ---- | ---- | ---- | ---- |
| 280  | 285  | 245  | 240  | 237  | 206  | 186  | 182  | 208  |

| 1962 | 1968 | 1975 | 1982 | 1990 | 1999 | 2005 | 2006 | 2010 |
| ---- | ---- | ---- | ---- | ---- | ---- | ---- | ---- | ---- |
| 172  | 175  | 232  | 705  | 926  | 916  | 863  | 869  | 876  |

| 2015 | 2020 | 2022 | - | - | - | - | - | - |
| ---- | ---- | ---- | - | - | - | - | - | - |
| 911  | 846  | 830  | - | - | - | - | - | - |

#### Pyramide des âges
La population de la commune est relativement jeune.
En 2018, le taux de personnes d'un âge inférieur à 30 ans s'élève à 33,5 %, soit en dessous de la moyenne départementale (37,3 %). À l'inverse, le taux de personnes d'âge supérieur à 60 ans est de 26,1 % la même année, alors qu'il est de 22,8 % au niveau départemental.
En 2018, la commune comptait 436 hommes pour 457 femmes, soit un taux de 51,18 % de femmes, légèrement supérieur au taux départemental (51,11 %).
Les pyramides des âges de la commune et du département s'établissent comme suit.
| Hommes | Classe d’âge | Femmes |
| ------ | ------------ | ------ |
| 0,0    | 90 ou +      | 1,2    |
| 4,4    | 75-89 ans    | 4,8    |
| 23,5   | 60-74 ans    | 18,5   |
| 24,2   | 45-59 ans    | 21,9   |
| 16,0   | 30-44 ans    | 18,5   |
| 16,5   | 15-29 ans    | 14,1   |
| 15,5   | 0-14 ans     | 21,0   |

| Hommes | Classe d’âge | Femmes |
| ------ | ------------ | ------ |
| 0,5    | 90 ou +      | 1,4    |
| 5,5    | 75-89 ans    | 7,6    |
| 15,6   | 60-74 ans    | 16,3   |
| 20,8   | 45-59 ans    | 20     |
| 19,4   | 30-44 ans    | 19,4   |
| 17,6   | 15-29 ans    | 16,2   |
| 20,6   | 0-14 ans     | 19,1   |

### Manifestations culturelles et festivités
Une exposition de véhicules anciens, dont la 13e édition s'est tenue le 9 juin 2016, a lieu au printemps dans la commune.
Les Écuries du Bois Morel organisent une fête de la pomme et du cheval, dont la 7e édition a eu lieu le 2 octobre 2016.

## Culture locale et patrimoine

### Lieux et monuments
Lachapelle-Saint-Pierre ne compte aucun monument historique classé ou inscrit sur son territoire. On peut toutefois noter :
- Église Saint-Pierre : de plan rectangulaire, elle comporte une première travée du XVIIIe siècle, comme le reflète bien son portail alors que le reste est du XVIe siècle. Le petit clocher en charpente est assis sur la partie occidentale du toit. La nef se compose de trois travées, voûtées d'ogives très basses. Les nervures adoptent un profil prismatique pour la première travée, plus récente, et un profil torique pour les deux autres. Dans tous les cas, les nervures des voûtes retombent sur des consoles de part et d'autre des piliers ondulés engagés dans les murs, supportant, eux, les arcs-doubleaux. Les consoles de la troisième travée sont décorées de chérubins, et la clé de voûte présente un agneau pascal. Le chœur ne comporte qu'une seule travée et se termine par un chevet plat. Sa partie centrale est voûtée en berceau dans le sens de l'axe de la nef, et cette voûte repose sur deux arcades perpendiculaires aux doubleaux.

Cette disposition inhabituelle avait probablement comme but de souligner le sanctuaire, mais l'effet recherché n'a pas été obtenu, car les voûtes trop basses de la nef ne permettent pas une vue sur le plafond du chœur. Le petit autel en bois est du XVIIIe siècle et d'une belle facture, tout comme le confessionnal,. L'église a récemment été restaurée.
- Le château d'eau construit en 1958 n'est plus en service, mais constitue par sa position en un point élevé un bâtiment d'intérêt.

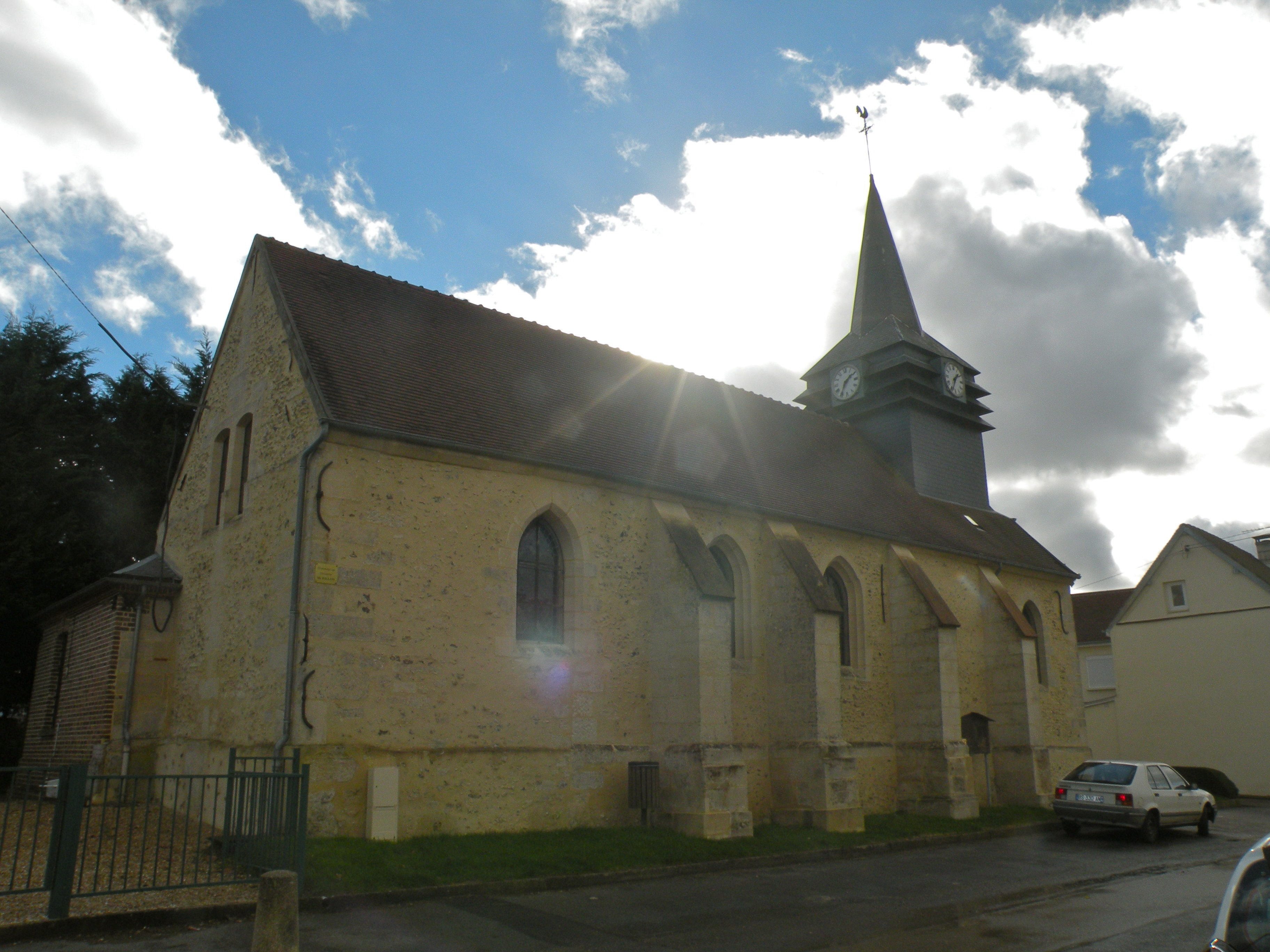
L'église Saint-Pierre...
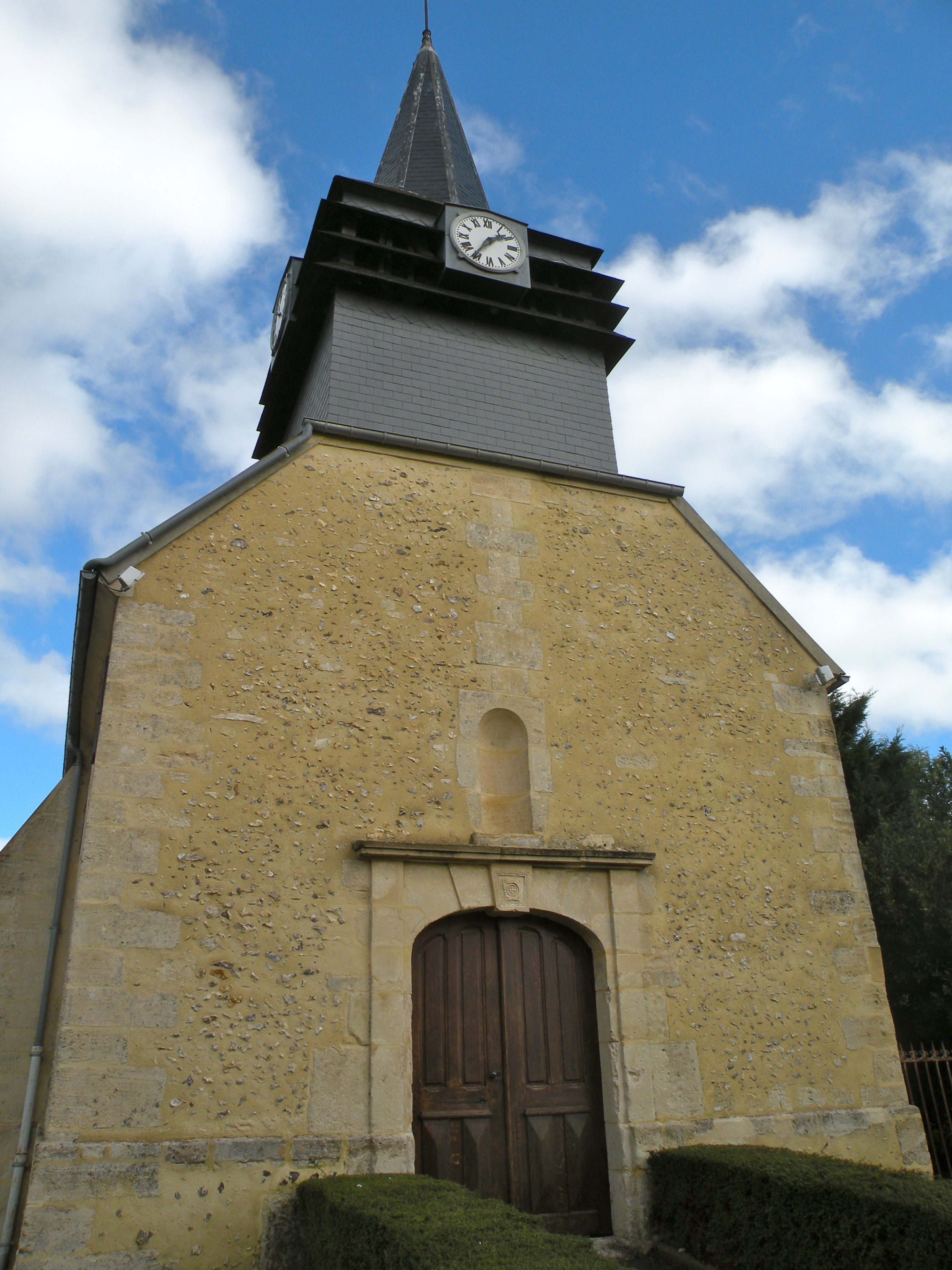
... et sa façade.
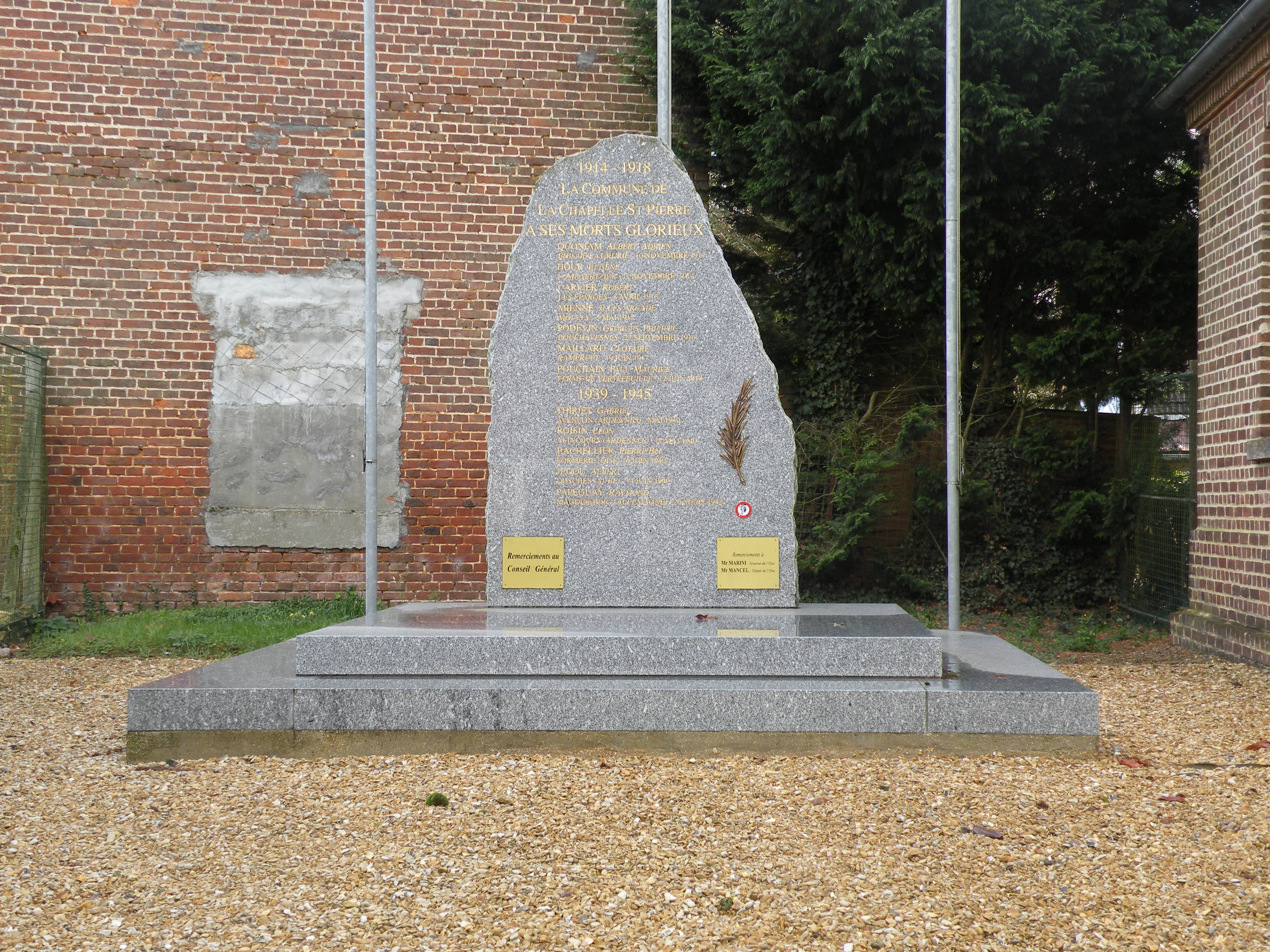
Le monument aux morts.

### Personnalités liées à la commune
- François Vatel (1631-1671), pâtissier-traiteur, intendant, et maître d'hôtel français d'origine suisse, aurait été propriétaire sur la commune, d'après une tradition locale.

### Héraldique, logotype et devise
| Blason de Lachapelle-Saint-Pierre | Blason  | Un agneau couché et tenant dans ses pattes antérieures une houlette posée en barre. |
| Blason de Lachapelle-Saint-Pierre | Détails | Un blason récent a été adopté sur le modèle d'une clef de voûte de l'église. Il représente une brebis croisée d'un bâton de berger qui symbolise le nom de saint Pierre, premier successeur de Jésus et donc du Bon Berger. Le statut officiel du blason reste à déterminer. |

## Pour approfondir